# Інжектор

Схема роботи інжектора та ежектора.

Будова парового інжектора, використовуваного для живлення котла: steam — пара з паророзбірної колонки, water — вода з бака тендера, steam cone — робоче сопло (паровий конус), combining cone — водяний (змішувальний, конденсаційний) конус, overflow — стік надлишків води, delivery cone — дифузор (нагнітальний конус),valve — клапан, feed to boiler — надходження води в котел

Інже́ктор (фр. injecteur, від injecter — «вкидати»), впо́рскувач — струминний насос для стискання газів і пари, а також нагнітання рідини. Інжектором рідина, газ або пара нагнітається в посудину з підвищеним тиском.
Принцип роботи інжекторів ґрунтується на перетворенні кінетичної і теплової енергії робочого потоку в потенціальну енергію змішаного (робочого та інжекційного) потоку.
Дія інжектора ґрунтується на прискоренні рідини (газу, пари) струменем допоміжної рідини (газу, пари).
Переваги інжектора — відсутність рухомих частин, можливість підвищення тиску інжектованого потоку без безпосередніх витрат механічної енергії, простота конструкції і обслуговування, а також надійність його роботи. Залежно від агрегатного стану взаємодіючих середовищ, розрізняють інжектори рівнофазні (газово-, паро-, водоструменеві), різнофазні (газоводяні, водогазові) і змінної фазності (пароводяні, водопарогазові).
Інжектор складається з робочого сопла, приймальної і змішувальної камер та дифузора. Коефіцієнт інжекції (співвідношення масових витрат інжектованого і робочого потоків) залежить від тиску, температури і швидкості робочого потоку, фізичних властивостей потоків, що змішуються. ККД інжектора, як правило, не перевищує 30-35 %.
Інжектори (парові інжектори) використовуються для подачі води в паровий котел (живлення котла) на паровозах, локомобілях, пароплавах. Завдяки високому тиску в дифузорі стає можливим подолати тиск у котлі.
В гірничій промисловості інжектори застосовують як насоси струминні для пневмо- і гідротранспорту (гідроелеватори) різних сипучих матеріалів, для підйому і перекачування води з колодязів і свердловин, для створення безперервного вентиляційного потоку, для посилення тяги в димоходах, для перекачування парогазових сумішей хімічно агресивних кородуючих речовин, в абсорбційних і екстракційних апаратах для створення контакту різних фаз тощо.